# Krzysztof Soszyński
Krzysztof Soszyński (ur. 2 sierpnia 1977 w Stalowej Woli) – polski zawodnik mieszanych sztuk walki (MMA) posiadający obywatelstwo kanadyjskie oraz aktor. W latach 2008-2011 był związany z amerykańską organizacją UFC, w której występował w wadze półciężkiej (do 93 kg).

## Życiorys
Pochodzi ze Stalowej Woli. Pod koniec lat 80. XX wieku wyemigrował z rodziną do Winnipeg w Kanadzie. W wieku 16 lat zaczął trenować siłowo i został kulturystą, potem przez 2 lata zajmował się wrestlingiem. W końcu podjął treningi brazylijskiego jiu-jitsu i wystartował w kilku turniejach grapplerskich, aby po kilku miesiącach zadebiutować w zawodowych mieszanych sztukach walki (wrzesień 2003 roku).

## Kariera MMA
W latach 2003−2006 stoczył ponad 20 walk dla lokalnych kanadyjskich i amerykańskich organizacji, zdobywając m.in. mistrzostwo TKO Major League w wadze ciężkiej (2006, Montreal). W marcu 2006 roku wystąpił podczas inauguracyjnej gali organizacji Strikeforce, a jego przeciwnikiem był Mike Kyle. Pojedynek zakończył się technicznym remisem, po tym jak Kyle przypadkowo trafił palcem w oko Soszyńskiego, co uniemożliwiło mu dalszą walkę. W latach 2006−2007 Soszyński był związany z organizacją IFL uzyskując tamże bilans 3-4.
Popularność przyniósł mu udział w wyprodukowanym przez UFC i Spike TV ósmym sezonie telewizyjnego show The Ultimate Fighter, w którym był jednym z podopiecznych Franka Mira. Soszyński odpadł w półfinale programu, przegrywając przez poddanie z wielokrotnym mistrzem świata w brazylijskim jiu-jitsu, Viniciusem Magalhãesem. Mimo to dostał angaż w UFC, największej organizacji MMA na świecie. Stoczył w niej 9 walk, w tym 6 wygranych (4 przed czasem). Dwukrotnie − za zwycięstwa nad Shane'em Primmem i Brianem Stannem − otrzymał nagrodę za "poddanie wieczoru". 10 grudnia 2011 roku stoczył pojedynek z Chorwatem Igorem Pokrajacem na gali UFC 140. Soszyński został znokautowany już na początku 1. rundy. Po tej przegranej odnowiły się stare urazy kolan i musiał przejść szereg operacji - zapowiadając przy tym, iż kończy karierę.
We wrześniu 2012 roku po udanych operacjach oraz pod namową swoich trenerów i menadżerów zapowiedział, że wraca do treningów i 14 grudnia na gali UFC on FX 6 czyli 370 dni od swojego ostatniego pojedynku miał zmierzyć się z Brazylijczykiem Edinaldo Oliveirą. Pojedynek nie doszedł jednak do skutku.
Latem 2013 roku Soszyński przyjechał do Polski i był jednym z trenerów 10. Obozu KSW w Giżycku.
W połowie sierpnia 2014 ogłosił zakończenie kariery MMA.

## Kariera aktorska
W 2008 wziął udział w ósmym sezonie reality show The Ultimate Fighter. W jednym z odcinków serialu CBS CSI: Kryminalne zagadki Las Vegas (CSI: Crime Scene Investigation, 2009) - pt. Disarmed and Dangerous pojawił się jako zawodnik S.F.C.. Był dublerem Mickeya Rourke w filmie fantasy Immortals. Bogowie i herosi (Immortals, 2011). W komedii Mocne uderzenie (Here Comes the Boom, 2012) z udziałem Kevina Jamesa, Henry'ego Winklera i Salmy Hayek zagrał postać Kena Dietricha. Na planie filmu akcji Tajemnicza przesyłka (The Package, 2013), gdzie wystąpił w niewielkiej roli ochroniarza Anthony'ego (Michael Daingerfield), spotkał się z zapaśnikiem Steve’em Austinem, Dolphem Lundgrenem i Erikiem Keenleyside.
W 2014 roku w dramacie sensacyjnym Smak zemsty (Tapped Out), gdzie wystąpili także Michael Biehn, Lyoto Machida i Anderson Silva, Soszyński zagrał czarny charakter - bezwzględnego Dominica Graya, a premiera filmu miała miejsce w Scotiabank Theatre w Toronto. W chilijskim thrillerze psychologicznym Hidden in the Woods (En las afueras de la ciudad, 2014) u boku Michaela Biehna, wystąpił jako prywatny ochroniarz Wujka Costello (w tej roli William Forsythe). Można go było także zobaczyć jako rabusia w krótkometrażowym westernie Drakken (2014).

### Programy Telewizyjne
Wystąpił w jednym z odcinków programu telewizyjnego Sports Science, prowadzonego przez Johna Brenkusa. W odcinku mierzył się naprzeciwko gwiazdy NFL. Wraz z innymi zawodnikami MMA próbował wybić zawodnikowi futbolu amerykańskiego piłkę z rąk.

## Życie prywatne
Jest w związku małżeńskim z Genevieve. Ma również syna Nicholasa.

## Lista walk w MMA
| Wynik     | Bilans  | Przeciwnik (bilans przed walką) | Rozstrzygnięcie                      | Runda | Czas | Rozgrywki                               | Data       | Miejsce         | Uwagi                                                         |
| --------- | ------- | ------------------------------- | ------------------------------------ | ----- | ---- | --------------------------------------- | ---------- | --------------- | ------------------------------------------------------------- |
| Przegrana | 26-12-1 | Igor Pokrajac (23-8)            | KO (ciosy pięściami)                 | 1     | 0:35 | UFC 140                                 | 10.12.2011 | Toronto         |                                                               |
| Wygrana   | 26-11-1 | Mike Massenzio (12-4)           | Decyzja (jednogłośna)                | 3     | 5:00 | UFC 131                                 | 11.06.2011 | Vancouver       |                                                               |
| Wygrana   | 25-11-1 | Goran Reljić (8-2)              | Decyzja (jednogłośna)                | 3     | 5:00 | UFC 122: Marquardt vs. Okami            | 13.11.2010 | Oberhausen      |                                                               |
| Przegrana | 24-11-1 | Stephan Bonnar (12-7)           | TKO (kolano i ciosy pięściami)       | 2     | 3:08 | UFC 116                                 | 03.06.2010 | Las Vegas       | Bonus za walkę wieczoru                                       |
| Wygrana   | 24-10-1 | Stephan Bonnar (12-6)           | TKO (rozcięcie)                      | 3     | 1:04 | UFC 110                                 | 21.02.2010 | Sydney          |                                                               |
| Przegrana | 23-10-1 | Brandon Vera (10-3)             | Decyzja (jednogłośna)                | 3     | 5:00 | UFC 102                                 | 29.08.2009 | Portland        |                                                               |
| Wygrana   | 23-9-1  | Andre Gusmao (5-1)              | KO (ciosy pięściami)                 | 1     | 3:17 | UFC 98                                  | 23.05.2009 | Las Vegas       |                                                               |
| Wygrana   | 22-9-1  | Brian Stann (6-1)               | Poddanie (Kimura)                    | 1     | 3:53 | UFC 97                                  | 18.04.2009 | Montreal        | Bonus za poddanie wieczoru                                    |
| Wygrana   | 21-9-1  | Shane Primm (2-0)               | Poddanie (kimura)                    | 2     | 3:27 | The Ultimate Finale 8                   | 13.12.2008 | Las Vegas       | Bonus za poddanie wieczoru                                    |
| Wygrana   | 20-9-1  | Marcus Hicks (8-9)              | Poddanie (kimura)                    | 1     | ?    | UCW 11: Hell in the Cage                | 11.04.2008 | Winnipeg        |                                                               |
| Wygrana   | 19-9-1  | Alex Andrade (7-3)              | Dyskwalifikacja (ciosy poniżej pasa) | 2     | 4:46 | Ring of Combat 18                       | 07.03.2008 | New Jersey      |                                                               |
| Wygrana   | 18-9-1  | Robert Villegas (7-1)           | Dyskwalifikacja (odmowa walki)       | 2     | 3:15 | HDNet Fights: Reckless Abandon          | 15.12.2007 | Teksas          | Powrót do wagi półciężkiej                                    |
| Przegrana | 17-9-1  | Ben Rothwell (25-5)             | TKO (ciosy pięściami)                | 1     | 0:13 | IFL: 2007 Semifinals                    | 02.08.2007 | New Jersey      |                                                               |
| Przegrana | 17-8-1  | Reese Andy (6-1-1)              | Decyzja (niejednogłośna)             | 3     | 4:00 | IFL: Everett                            | 01.06.2007 | Everett         |                                                               |
| Wygrana   | 17-7-1  | Dan Christison (8-4)            | Decyzja (jednogłośna)                | 3     | 4:00 | IFL: Los Angeles                        | 17.03.2007 | Kalifornia      |                                                               |
| Przegrana | 16-7-1  | Mike Whitehead (16-5)           | Decyzja (jednogłośna)                | 3     | 4:00 | IFL: Championship Final                 | 29.12.2006 | Connecticut     |                                                               |
| Wygrana   | 16-6-1  | Devin Cole (10-2)               | Poddanie (dźwignia na staw łokciowy) | 2     | 1:14 | IFL: World Championship Semifinals      | 02.11.2006 | Oregon          |                                                               |
| Wygrana   | 15-6-1  | Icho Larenas (3-2)              | TKO (przerwanie przez lekarza)       | 3     | 0:00 | TKO 27: Reincarnation                   | 29.09.2006 | Montreal        | Zdobył mistrzostwo TKO Major League w wadze ciężkiej          |
| Wygrana   | 14-6-1  | Tom Howard (0-4)                | TKO (ciosy pięściami)                | 1     | 3:47 | IFL: Portland                           | 09.09.2006 | Portland        |                                                               |
| Wygrana   | 13-6-1  | Yan Pellerin (8-8)              | Poddanie (kimura)                    | 1     | 1:30 | TKO 26: Heatwave                        | 30.06.2006 | Quebec          |                                                               |
| Przegrana | 12-6-1  | Ben Rothwell (18-5)             | TKO (ciosy pięściami)                | 1     | 3:59 | IFL: Legends Championship 2006          | 29.04.2006 | New Jersey      |                                                               |
| Remis     | 12-5-1  | Mike Kyle (10-4)                | Techniczny remis                     | 1     | 2:02 | Strikeforce: Shamrock vs. Gracie        | 10.03.2006 | Kalifornia      |                                                               |
| Przegrana | 12-5    | Brian Schall (5-1)              | TKO (ciosy pięściami)                | 3     | 3:00 | TKO 24: Eruption                        | 28.01.2006 | Quebec          | Powrót do wagi ciężkiej                                       |
| Przegrana | 12-4    | Martin Desilets (2-0)           | TKO (przerwanie przez lekarza)       | 2     | 1:30 | TKO 23: Extreme                         | 05.11.2005 | Quebec          |                                                               |
| Przegrana | 12-3    | Matt Horwich (12-4-1)           | Poddanie (duszenie zza pleców)       | 2     | 0:52 | Freedom Fight: Canada vs. USA           | 09.07.2005 | Quebec          | Debiut w wadze półciężkiej                                    |
| Wygrana   | 12-2    | Ron Fields (11-13)              | Poddanie (dźwignia na staw łokciowy) | 1     | 2:25 | UCW 2: Caged Inferno                    | 18.06.2005 | Winnipeg        |                                                               |
| Wygrana   | 11-2    | Jason Day (3-4)                 | TKO (ciosy pięściami)                | 1     | 2:08 | RR 8 - Roadhouse Rumble 8               | 09.04.2005 | Lethbridge      |                                                               |
| Wygrana   | 10-2    | Troy Hadley (0-0)               | TKO (ciosy pięściami)                | 1     | ?    | NFA: Super Brawl                        | 29.01.2005 | Dakota Północna |                                                               |
| Wygrana   | 9-2     | Chris Thiel (0-0)               | KO (ciosy pięściami)                 | 1     | ?    | Ultimate Cage Wars 1                    | 29.10.2004 | Winnipeg        |                                                               |
| Wygrana   | 8-2     | Wyatt Lewis (3-1)               | KO (ciosy pięściami)                 | 1     | ?    | RITR 1 - Rage in the Ring 1             | 23.10.2005 | Lethbridge      |                                                               |
| Wygrana   | 7-2     | Lee Mein (0-3)                  | Poddanie (ciosy pięściami)           | 2     | 2:06 | WFF 7: Professional Shooto              | 23.07.2004 | Vancouver       |                                                               |
| Przegrana | 6-2     | Chris Tuchscherer (1-0)         | Decyzja (jednogłośna)                | 3     | 3:00 | NFA: Moorhead                           | 12.06.2004 | Minnesota       |                                                               |
| Wygrana   | 6-1     | Dennis Stull (3-1)              | TKO (ciosy pięściami)                | 1     | ?    | ICC - Trials 2                          | 30.04.2004 | Minnesota       | Zdobył mistrzostwo International Cage Combat w wadze ciężkiej |
| Wygrana   | 5-1     | Jack Burton (0-0)               | Poddanie (duszenie zza pleców)       | 1     | ?    | ICC - Trials 2                          | 30.04.2004 | Minnesota       |                                                               |
| Wygrana   | 4-1     | Matt Lafromboise (4-5)          | Poddanie (ciosy pięściami)           | 1     | 1:14 | DFC 1 - Dakota Fighting Championships 1 | 17.04.2004 | Dakota Północna |                                                               |
| Wygrana   | 3-1     | Kyle Olsen (8-6)                | Poddanie                             | 1     | 4:55 | NFA: Best Damn Fights                   | 20.03.2004 | Dakota Północna |                                                               |
| Wygrana   | 2-1     | Ben Konecnec (0-1)              | TKO (ciosy pięściami)                | 1     | 0:26 | IFA: Ultimate Trials                    | 27.02.2004 | Iowa            |                                                               |
| Przegrana | 1-1     | Jason Day (2-2)                 | Decyzja (jednogłośna)                | 2     | 5:00 | RR 8 - Roadhouse Rumble 8               | 01.11.2003 | Lethbridge      |                                                               |
| Wygrana   | 1-0     | Matt Lafromboise (4-3)          | Poddanie (ciosy pięściami)           | 1     | 3:23 | Absolute Ada Fights 4                   | 13.09.2003 | Minnesota       | Debiut w MMA                                                  |